# Босански стил у архитектури
Босански стил у архитектури је специфичан архитектонски израз на почетку 20. вијека, који је еволуирао из традиционалне архитектуре бечке сецесије и свијести о томе да је дјело настало у Босни и Херцеговини.
Босански стил се може упоредити са скандинавским националним романтизмом. Босански стил је заступала млађа генерација архитеката, попут чешког архитекте Јосипа Поспишила, словеначког архитекте Рудолфа Тониса и аустријског архитекте Ернста Лихтблауа, који су сви студирали у Бечу код Карла фон Хазенауера и Ота Вагнера. Стил је именовао старији сарајевски архитекта Јосип Ванцаш, за којег су радили многи од ових млађих архитеката.
Поједини архитекти тврде да је његов нагласак остао на исламској компоненти босанске народне архитектуре, често са историјским, а не савременим изворима. Прелазак са маварског препорода на босански стил био је стога „замјена једног хистористичког колажа другим“, у којем су панисламски мотиви замијењени панвернакуларним мотивима, двосмислено повезујући османску архитектуру са оном садашњости, и погрешно сугерирајући мотиве теза. да су специфично босански, док их има широм османског Балкана. Босански стил се стога може „најбоље схватити као у оквиру традиције националног романтизма“, иако архитекте нису били из нације коју су хтели да представљају. Будући да се и даље фокусирао на разлике у односу на западну и централну Европу, и није промијенио односе моћи у вези с сценаристичким, империјалним тумачењима локалне архитектуре, босански стил није био ништа мање оријенталистички од неомаварског стила.

## Развој босанског стила
Аустроугарске власти су током своје владавине настојале да наметну и изграде архитектуру европских стилова у Босни и Херцеговини и тако покажу смисао своје мисије у окупираној земљи. У почетку су нудили историјске стилове у којима су изграђене најрепрезентативније грађевине друге половине 19. века у Бечу. У Босни се превише градило у страним градитељским стиловима, првенствено у хисторицизму, а премало се цијенило, уважавало и користило народни начин градње.
Суочена са вишенационалном структуром становништва у Босни и Херцеговини, власт је схватила да је потребно имати политички слух при избору једног од историјских стилова. За градњу на подручјима где је преовладавало бошњачко становништво, архитекте су користиле неомаварски стил. Временом се показало да се овај стил не уклапа, као ни други, јер није настао у развоју архитектонске мисли и праксе засноване на аутохтоном градитељском наслеђу.
Крајем 19. и почетком 20. вијека дошло је до покрета међу архитектима и инжењерима ка стварању истински босанског стила.
Бечки архитекта Ернст Лихтблау, ученик Ота Вагнера, 1904. године проучавао је античку стамбену архитектуру широм Босне и Херцеговине, настојећи да створи модеран стил заснован на овим аутохтоним облицима. Његов рад у Босни је један од примјера контакта Вагнерове школе са архитектуром у Босни и Херцеговини.
Његови цртежи су објављени 1907. године у часопису Der Architekt. На њима су приказане групе старих кућа испод тврђаве у Јајци. Био је импресиониран каскадним и кубистичким облицима кровова, једноставним, али моћним облицима кућа, моделованим светлим и финим валерима црне, беле и браон боје. Захваљујући сецесијској интерпретацији садржаја, у њима је стара архитектура Босне испољила своје скривене и суптилне умјетничке вриједности, достижући ниво на којем су се показале додирне тачке са модерном архитектуром.
У другој групи цртежа, Лихтблау настоји да створи куће или зграде за савремене потребе, савремене форме и конструкцију. Неки цртежи показују настојање да се направи типска кућа која би попримила форму старе стамбене архитектуре, неки опет представљају примјер репрезентативне куће - виле за Босну - наравно поново пројектоване и пројектоване по истом принципу.
Пројекат куће у Босни настао је још 1904. године, тако да се тај датум може узети као почетак развоја или трагања за босанским стилом.
Лихтблау иде корак даље. Дизајнирао је вилу у Бечу у пуном босанском стилу, дајући овом архитектонском изразу европски и универзални легитимитет.
Лихтбау пројектује пројекат Дирекције државних шума као модерну зграду са карактеристикама централно развијене стамбене зграде у БиХ.

### Јосип Ванцаш
У својој првој потрази за босанским стилом, Јосип Ванцаш је и сам проучавао старе куће, правио скице, студије и радио на снимању карактеристичних објеката и ентитета. Залагао се за аутохтону градњу и инкорпорацију босанске стољетне традиције у савремену архитектуру.
Као посланик у Босанско-херцеговачком сабору, Ванцаш је 1911. године поднио Босанском сабору резолуцију у којој су ови архитекти изнијели ставове о градитељском наслијеђу у Босни и Херцеговини и приједлоге за очување и кориштење архитектонских знаменитости. Резолуцијом је Земаљска влада позвала да предузме одговарајуће мере за попис свих старијих и јавних и приватних објеката и грађевинских споменика, да државне споменике стави под заштиту државе, те објекте нацрта цртежима и фотографијама и припреми законски основ - за новоградње у босанском стилу даване су повластице и пореске олакшице. Сама резолуција није дала неке дефинитивне резултате, иако ју је влада прихватила.

### Јосип Поспишил
Године 1909. у Сарајево је стигао архитекта Јосип Поспишил, који је одмах започео проучавање аутохтоног наслијеђа у урбанизму и архитектури, борећи се за њихову заштиту и рестаурацију. Пропагирао је „босански стил“, тражећи моделе у својој непосредној близини.
Поспишил 1912. године објављује у угледном часописуDer Bautechniker неколико стручних чланака у којима информише и страну културну јавност о проблемима актуелне грађевинске праксе и теорије у Босни и Херцеговини. Затим је објавио неколико својих пројеката, а међу њима и перспективни приказ будуће зграде касарне Ватрогасне бригаде Сарајево. Његова Ватрогасна касарна из 1912. била је једна кључна јавна зграда у босанском стилу која је заправо изграђена у главном граду покрајине. Мешавина модерних стилова, имала је функционалистичке тенденције у скором недостатку украса, фасадна организација описана као сецесионистичка по духу, и експресионистички приказ структуре и функције. Имао је и кровни профил и избочене дрвене ламеле који су подсјећали на босанску народну архитектуру.

Поспишилови нацрти Апотеке Радник, стамбено-пословне четвороспратнице у Титовој 34 (Салом палата), Палате Мусафија, Себиља (јавна чесма) на Башчаршијском тргу, примери су ширења босанског стила.
- Поспишилова сарајевска ватрогасна касарна, 1912
- Салом Палата (Титова 34)
- Палата Мусафија

## Зграде
- Зграда Земаљскога вакуфа (Исламска заједница Босне и Херцеговине и Вакуфска дирекција) и Хадим Али-пашиног вакуфа.[4]
- Мандићев летњиковац на Илиџи
- Зграда породице Хусеџиновић у Бањој Луци из 1913. године.
- Хотел Стари Град у Сарајеву.[10]
- Стамбено-пословни кутак Башчаршије из 1911. године је израз поштовања који се налази у: каменом приземљу, богатој доксати, поткровљу са класичним преломљеним луком, затвореном оградом и шиљастим кровом са уклесаним ресама.
- Зграда Хадин-пашиног вакуфа
- Зграда општине Дервента и зграда Краљевске гимназије Дервента
- Хрватски дом у Кисељаку
- Зграда у Тешњу[5]